# درة بيداد السفلي (شيروان)
درة بیداد السفلی (بالفارسية: دره بیداد سفلی) هي مستوطنة تقع في إيران في قسم شیروان الريفي. يقدر عدد سكانها بـ 34 نسمة .